# Давид Шимонович
Давид Шимонович (пол. Dawid Szymonowicz; нар. 7 липня 1995, Лідзбарк-Вармінський, Польща) — польський футболіст, півзахисник клубу «Ягеллонія».

## Клубна кар'єра
Вихованець «Полонії» (Лідзбарк-Вармінський), на юніорському рівні також виступав за ДКС (Добре Място) та «ОКС 1945 Стоміл».
До першої команди «Стоміла» почав залучатися в сезоні 2012/13 років. У Першій лізі дебютував 29 травня 2013 року у переможному (1:0) поєдинку з «Арки» (Гдиня), в якій замінив Пйотра Лисяка. Гравцем стартового складу ольштинської команди став у весняній частині сезоні 2013/14 років. У сезоні 2014/15 років, в якому Давид пропустив деклька тижнів через травму суглобової зв'язки та суглобової капсули колінного суглоба, зіграв 25 матчів у першій лізі, забивши два м'ячі в зустрічах з ГКС Катовіце (1:2, 18 жовтня 2014 року) та «Погоні» Седльце (3:2, 31 березня 2015 року). В осінній частині сезону 2015/16 років зіграв 17 матчів та відзначився 2-а голами.
У грудні 2015 році перейшов до «Ягеллонії», з якою підписав 4-річний контракт. Сума трансферу склала 350 000 злотих. В Екстраклясі дебютував 28 лютого 2016 року в переможному матчі з познанським «Лехом» (2:0), в якому замінив Костянтина Васильєва. Дебютним голом у вищому дивізіоні польського футболу відзначився 1 травня 2016 року в переможному поєдинку проти «Подбескідзе» (3:2). Весняну частину сезону 2015/16 років завершив з 8-а голами та 1 голом в Екстраклясі. В сезоні 2016/17 років зіграв у 6-ти матчах чемпіонату, зіграв також у 1/16 фіналу кубку Польщі проти «Краковії» (1:0, 9 серпня 2016 року).
| Клуб                          | Сезон          | Ліга        | Ліга | Ліга | Кубок Польщі | Кубок Польщі | Ліга Європи | Ліга Європи | Загалом | Загалом |
| Клуб                          | Сезон          | Ліга        | М    | Г    | М            | Г            | М           | Г           | М       | Г       |
| ----------------------------- | -------------- | ----------- | ---- | ---- | ------------ | ------------ | ----------- | ----------- | ------- | ------- |
| «ОКС Стоміл»                  | 2012/13        | Перша ліга  | 1    | 0    | 0            | 0            | –           | –           | 1       | 0       |
| «ОКС Стоміл»                  | 2013/14        | Перша ліга  | 11   | 0    | 1            | 0            | –           | –           | 12      | 0       |
| «ОКС Стоміл»                  | 2014/15        | Перша ліга  | 25   | 2    | 0            | 0            | –           | –           | 25      | 2       |
| «ОКС Стоміл»                  | 2015/16 (ос.)  | Перша ліга  | 17   | 2    | 2            | 0            | –           | –           | 19      | 2       |
| «ОКС Стоміл»                  | Загалом        | Загалом     | 54   | 4    | 3            | 0            | –           | –           | 57      | 4       |
| «Ягеллонія»                   | 2015/16 (вес.) | Екстракляса | 8    | 1    | –            | –            | –           | –           | 8       | 1       |
| «Ягеллонія»                   | 2016/17        | Екстракляса | 6    | 0    | 1            | 0            | –           | –           | 7       | 0       |
| «Ягеллонія»                   | 2017/18        | Екстракляса | 1    | 0    | 1            | 0            | 0           | 0           | 2       | 0       |
| «Ягеллонія»                   | Загалом        | Загалом     | 15   | 1    | 2            | 0            | 0           | 0           | 17      | 1       |
| Станом на 13 серпня 2017 року |                |             |      |      |              |              |             |             |         |         |

## Досягнення
- Володар Суперкубка Польщі (1):

«Краковія»: 2020

## Кар'єра тренера
У вересні та жовтні 2015 року зіграв 4 матчі в складі юнацької збірної Польщі U-20 на Турнірі чотирьох народів.